# Milawa
Milawa is een plaats in de Australische deelstaat Victoria, ten zuidoosten van de stad Wangaratta. Milawa ligt in een landbouwgebied en er is voedselverwerkende industrie waar onder andere landelijk bekende wijn, kaas en mosterd wordt geproduceerd. Bedrijven in Milawa en het omliggende gebied hebben zich in 1994 verenigd onder de naam Milawa Gourmet region (Milawa Fijnproeversregio). In 2011 telde het gebied 592 inwoners; in 2006 waren dat er nog 543. Bestuurlijk valt Milawa onder Wangaratta Rural City, een district dat na de oprichting in 1994 korte tijd de Shire of Milawa heette.